# Transporter monoaminici vescicolari
Il trasportatore vescicolare di monoamine (vesicular monoamine transporter, VMAT) è responsabile del trasporto a livello presinaptico di alcuni importanti neutrotrasmettitori quali dopamina, noradrenalina, adrenalina e serotonina dal citoplasma dove sono stati sintetizzati alle vescicole. Il tutto accade a livello presinaptico, ovvero nei neuroni che si trovano prima dello spazio sinaptico. Questi transporter sono Mg++-dipendenti, il che significa che una mancanza del metallo comporta un non-trasporto nelle vescicole. La reserpina agisce bloccando i VMAT e di conseguenza non permette la liberazione dei neurotrasmettitori nella sinapsi, inibendo così la loro funzione. In quest'ottica si possono comprendere le sue proprietà ipotensive, ovvero contro l'ipertensione: bloccando l'azione di noradrenalina ed adrenalina si evita/blocca l'attivazione del sistema nervoso simpatico e si abbassa la pressione sanguigna.